# NGC 1831
NGC 1831 је расејано звездано јато у сазвежђу Златна риба које се налази на NGC листи објеката дубоког неба.
Деклинација објекта је - 64° 55' 7" а ректасцензија 5h 6m 16,2s. Привидна величина (магнитуда) објекта NGC 1831 износи 11,2. NGC 1831 је још познат и под ознакама ESO 85-SC44.